# مورس‌کوله (روستا)
مورس‌ْْکولَه (به فنلاندی: Myrskylä) یک منطقهٔ مسکونی در فنلاند است که در یووسکوله واقع شده‌است. مورس‌کوله ۹۰۸ نفر جمعیت دارد.